# Condado de Białogard
Nota linguística: Não confundir hrabstwo (condado) com powiat (divisão administrativa)..
Białogard (polaco: powiat białogardzki) é um powiat (condado) da Polónia, na voivodia de Pomerânia Ocidental. A sede do condado é a cidade de Białogard. Estende-se por uma área de 845,36 km², com 48 322 habitantes, segundo os censos de 2005, com uma densidade 57,16 hab/km².

## Divisões admistrativas
O condado possui:
Comunas urbanas: Białogard
Comunas urbana-rurais: Karlino
Comunas rurais: Białogard, Tychowo
Cidades: Białogard, Karlino

## Demografia
População (dados de 30 de Junho de 2005):
|          | Total   | Total | Mulheres | Mulheres | Homens  | Homens |
| -------- | ------- | ----- | -------- | -------- | ------- | ------ |
|          | pessoas | %     | pessoas  | %        | pessoas | %      |
| Total    | 48 322  | 100   | 24 650   | 51       | 23 672  | 49     |
| Cidades  | 30 153  | 100   | 15 694   | 52       | 14 459  | 48     |
| Povoados | 18 169  | 100   | 8956     | 49,3     | 9213    | 50,7   |